# Etgersleben
Etgersleben este o comună din landul Saxonia-Anhalt, Germania.